# Anna Dawson
Anna Dawson (født 27 juli 1937) er en engelsk skuespiller og sanger.
Hun har medvirket i flere West End musicals som Dixon of Dock Green i 1960'erne og The Benny Hill Show i 1980'erne. Hun har også spillet Hyacinths søster Violet ("hende med Mercedes, sauna og plads til en pony") i de sidste episoder af Fint skal det være.
Dawson er gift med den tidligere Black and White Minstrel Show solist John Boulter